# 유리구두 (2002년 드라마)
《유리구두》는 2002년 3월 2일부터 2002년 7월 28일까지 방영된 SBS 주말 특별기획 드라마이다. KBS 1TV <제국의 아침>에 맞서기 위해 SBS가 1998년 <삼김시대> 이후 4년 만에 부활시킨 주말 특별기획 드라마이다.

## 방송 시간
| 방송 채널 | 방송 기간                 | 방송 시간                               |
| SBS TV    |                           |                                         |
| --------- | ------------------------- | --------------------------------------- |
| SBS TV    | 2002년 3월 2일 ~ 5월 26일 | 매주 토, 일요일 밤 9시 45분 ~ 10시 50분 |
| SBS TV    | 2002년 6월 1일 ~ 6월 15일 | 매주 토요일 밤 10시 30분 ~ 12시 30분    |
| SBS TV    | 2002년 7월 6일 ~ 7월 28일 | 매주 토, 일요일 밤 9시 45분 ~ 10시 50분 |

## 등장 인물

### 주요 인물
- 김현주 : 김윤희/이선우 역 (아역 : 하승리)

부모님을 잃고 언니인 태희랑 헤어진다. 교통사고를 당해 기억을 잃고 엄마 이름인 이선우로 살아가지만 나중에 태희와 다시 재회한다. 하지만 아빠의 유전으로 백혈병에 걸린다.
- 김지호 : 김태희 역 (아역 : 고주연, 강보경)
- 한재석 : 장재혁 역 (아역 : 최우혁)

복수를 위해 제하그룹 손녀인 태희에게 의도적으로 접근한다.
- 소지섭 : 연웅의 오빠 박철웅 역

일편단심 선우만 사랑하면서 결혼을 약속하지만 조폭의 칼에 찔려 사망한다.
- 김민선 : 우승희 역 (아역 : 박은빈)

가난한 국밥집에 살다가 태희의 도움으로 가짜 윤희가 된다.

### 주변 인물
- 김정화 : 철웅의 여동생 박연웅 역

서준과 결혼한다.
- 김민성 : 김필중 회장의 외손자이자 현자의 아들 윤서준 역 (아역 : 신태훈)

연웅과 결혼한다.
- 김형종 : 철웅의 오른팔 한수탁 역
- 백일섭 : 현호의 부친이자 제하그룹의 회장 김필중 역

박 기사와 같이 진짜 윤희를 찾아가지만 교통사고로 사망한다.
- 김병기 : 김필중 회장의 직속 비서 진상만 역
- 김청 : 김필중 회장의 딸이자 서준의 모친 김현자 역
- 하재영 : 선우의 남편이자 태희, 윤희의 부친 김현호 역

백혈병으로 시한부 인생을 살다가 교통사고로 사망한다.
- 정수영 : 현호의 아내이자 태희, 윤희의 모친 이선우 역

둘째딸 윤희를 낳다가 난산 끝에 아이를 무사히 낳고 자신은 사망한다.
- 송옥숙 : 승희의 모친 오금숙 역

뺑소니를 숨기기 위해 선우를 데려다 키우지만 구박한다. 승희를 선우네 집에 보내 가짜 딸 행세에 동참한다.
- 이희도 : 승희의 새 부친 황국도 역

나중에 승희에게 들켜 집에서 쫓겨난다.
- 이기영 : 이인수 역 (아역 : 서현기)
- 성동일 : 인수의 오른팔 깡통 역
- 현석 : 철웅, 연웅의 부친이자 김필중 회장의 운전기사 박귀중 역
- 김복희 : 귀중의 모친이자 철웅, 연웅의 할머니 길여옥 역
- 서범열 : 재혁의 비서 오한영 역
- 故 한경선 : 청소부 신 반장 역
- 김명희 : 가정부 예상댁 역
- 송민형

### 그외 인물
- 함석훈
- 최승경
- 서범식
- 권병준
- 김형범
- 백승욱
- 김영철
- 권오영
- 원숙희
- 장은비
- 이상은
- 김희정
- 김원배
- 고진명 : 경호원 역
- 김홍수
- 최범호
- 전해룡
- 한춘일
- 윤택상

## 2회 연속 방영
- 2002년 6월 1일 : 27~28회 연속
- 2002년 6월 8일 : 29~30회 연속
- 2002년 6월 15일 : 31~32회 연속

## 결방 사유
- 2002년 6월 22일 : 10시 30분부터 특집 SBS 8 뉴스 편성으로 인해 결방
- 2002년 6월 23일 : 9시부터 <그 여자 사람잡네> 연속 편성으로 인해 결방
- 2002년 6월 29일 : 10시부터 월드컵 특집 SBS 8 뉴스 편성으로 인해 결방
- 2002년 6월 30일 : 2002년 FIFA 월드컵 편성 등으로 인해 결방

## 수상 경력
- 2002년 SBS 연기대상 특별기획부문 여자 연기상, 10대스타상, SBSi상 김현주
- 2002년 SBS 연기대상 특별기획부문 남자 연기상, 10대스타상 한재석
- 2002년 SBS 연기대상 여자 조연상 김민선
- 2002년 SBS 연기대상 뉴스타상 김정화

## 참고 사항
- 장재혁 역은 당초 전광렬이 낙점됐으나 영화 출연이 결정되어 위약금까지 배상하겠다며 역할을 고사하자, 설득 끝에 한재석이 대타로 들어갔다.[1]
- 월드컵 기간(2002년 5월 31일 ~ 6월 30일) 동안에는 토요일 2회 연속 방영됐다.[2]
- 트렌디 드라마의 단골메뉴가 된 '출생의 비밀' 내용을 자주 실었다는[3] 지적을 샀다.

## 같이 보기
- 대한민국의 텔레비전 프로그램 목록
- 대한민국의 문화